# Pavlínov
Pavlínov (in tedesco Pawlinau) è un comune ceco situato nel distretto di Žďár nad Sázavou, nella regione di Vysočina.